# Carlo Gourlaouen
Carlo Gourlaouen, född 27 juli 1899, död i september 1946 i Airolo i Ticino, var en schweizisk längdåkare. Han var med i de olympiska vinterspelen 1928 i Sankt Moritz och kom på 22:a plats på 50 kilometer.